# Färöische Fußballmeisterschaft der Frauen 2000
Die Färöische Fußballmeisterschaft der Frauen 2000 wurde in der 1. Deild genannten ersten färöischen Liga ausgetragen und war insgesamt die 16. Saison. Sie startete am 22. April 2000 mit dem Spiel von B71 Sandur gegen B36 Tórshavn und endete am 24. September 2000.
Die Aufsteiger AB Argir, B71 Sandur und EB/Streymur waren der 18., 19. und 20. Teilnehmer der höchsten Spielklasse, GÍ Gøta, SÍ Sumba und NSÍ Runavík sowie Skála ÍF kehrten nach sechs, zwei beziehungsweise jeweils einem Jahr in diese zurück. Meister wurde KÍ Klaksvík, die den Titel somit zum zweiten Mal erringen konnten. Titelverteidiger HB Tórshavn landete auf dem dritten Platz. Absteigen mussten hingegen GÍ Gøta, AB Argir, SÍ Sumba, EB/Streymur und B71 Sandur nach jeweils einem Jahr Erstklassigkeit, zudem zogen sich NSÍ Runavík und Skála ÍF nach ebenfalls einem Jahr in der höchsten Spielklasse vom Spielbetrieb zurück.
Im Vergleich zur Vorsaison verbesserte sich die Torquote auf 5,88 pro Spiel, was den höchsten Schnitt seit Einführung der 1. Deild 1985 bedeutete. Den höchsten Sieg erzielte KÍ Klaksvík durch ein 17:0 im Heimspiel gegen Skála ÍF am fünften Spieltag der Endrunde, was zugleich das torreichste Spiel darstellte.

## Modus
Durch die Aufstockung auf elf Mannschaften in der 1. Deild wurden die Teams zunächst in zwei Gruppen eingeteilt. Dort spielte jede Mannschaft an zehn beziehungsweise acht Spieltagen jeweils zwei Mal gegen jede andere. Die drei punktbesten Mannschaften jeder Gruppe spielten in einer Endrunde den Meister aus, die drei beziehungsweise zwei letztplatzierten Mannschaften jeder Vorrundengruppe stiegen in die 2. Deild ab. Erstmals war für den Meister die Qualifikation für den UEFA Women’s Cup, welcher 2001/02 ausgespielt wurde, möglich.

## Saisonverlauf
Nachdem KÍ Klaksvík zu Beginn der Endrunde im Heimspiel gegen HB Tórshavn mit 8:0 siegte, setzte es am zweiten Spieltag eine 1:3-Niederlage gegen NSÍ Runavík, so dass sich B36 Tórshavn und VB Vágur mit jeweils vier Punkten an die Spitze setzten. Nach der 0:2-Auswärtsniederlage von B36 gegen KÍ übernahm VB durch einen 11:0-Heimsieg gegen Skála ÍF die Tabellenführung und konnte diese durch ein 6:0 im Heimspiel gegen KÍ Klaksvík festigen. Am fünften Spieltag ging diese jedoch nach der 1:4-Heimniederlage gegen den direkten Verfolger HB Tórshavn verloren. HB unterlag jedoch schon im nächsten Spiel zu Hause mit 0:3 gegen KÍ Klaksvík, so dass wieder VB an der Spitze stand, einen Punkt dahinter folgten KÍ und HB. Diese Situation bestand auch noch nach dem achten Spieltag. In der vorletzten Runde eroberte KÍ Klaksvík den ersten Platz durch einen 5:2-Heimsieg gegen VB Vágur zurück, HB Tórshavn folgte punktgleich dahinter, besaß jedoch eine deutlich schlechtere Tordifferenz. Der letzte Spieltag brachte somit die Entscheidung. Dort unterlag HB zu Hause mit 0:3 gegen VB Vágur, so dass KÍ Klaksvík zwingend gewinnen musste. Dies taten sie durch einen 4:1-Auswärtserfolg gegen Skála ÍF auch und feierten somit die Meisterschaft.

## Vorrunde

### Gruppe A

#### Abschlusstabelle
| Pl. | Verein             | Sp. | S | U | N | Tore    | Diff. | Punkte |
| --- | ------------------ | --- | - | - | - | ------- | ----- | ------ |
| 1.  | HB Tórshavn (M, P) | 10  | 9 | 0 | 1 | 055:300 | +52   | 27     |
| 2.  | VB Vágur           | 10  | 9 | 0 | 1 | 058:700 | +51   | 27     |
| 3.  | Skála ÍF (N)       | 10  | 5 | 0 | 5 | 018:480 | −30   | 15     |
| 4.  | GÍ Gøta (N)        | 10  | 4 | 1 | 5 | 026:290 | −3    | 13     |
| 5.  | AB Argir (N)       | 10  | 1 | 2 | 7 | 013:520 | −39   | 05     |
| 6.  | SÍ Sumba (N)       | 10  | 0 | 1 | 9 | 006:370 | −31   | 01     |

| (N) | Aufsteiger       |
| (M) | Meister 1999     |
| (P) | Pokalsieger 1999 |

#### Spiele und Ergebnisse
|             | AB     | GÍ  | HB     | Sumba | Skála | VB    |
| ----------- | ------ | --- | ------ | ----- | ----- | ----- |
| AB Argir    |        | 6:6 | 0:9    | 2:1   | 2:6   | 1:8   |
| GÍ Gøta     | 8:0    |     | 0:2    | 5:0   | 3:0   | 2:6   |
| HB Tórshavn | 10:00  | 5:0 |        | 11:00 | 9:0   | 3:1   |
| SÍ Sumba    | 1:1    | 1:2 | 1:2    |       | 2:3   | 0:4   |
| Skála ÍF    | 3:1    | 2:0 | 1:4    | 2:0   |       | 00:13 |
| VB Vágur    | 0-:- 1 | 7:0 | 0-:- 2 | 5:0   | 14:10 |       |

### Gruppe B

#### Abschlusstabelle
| Pl. | Verein          | Sp. | S | U | N | Tore    | Diff. | Punkte |
| --- | --------------- | --- | - | - | - | ------- | ----- | ------ |
| 1.  | KÍ Klaksvík     | 8   | 8 | 0 | 0 | 036:800 | +28   | 24     |
| 2.  | B36 Tórshavn    | 8   | 5 | 0 | 3 | 037:170 | +20   | 15     |
| 3.  | NSÍ Runavík (N) | 8   | 4 | 1 | 3 | 021:250 | −4    | 13     |
| 4.  | EB/Streymur (N) | 8   | 1 | 1 | 6 | 004:290 | −25   | 04     |
| 5.  | B71 Sandur (N)  | 8   | 1 | 0 | 7 | 011:300 | −19   | 03     |

| (N) | Aufsteiger |

#### Spiele und Ergebnisse
|              | B36 | B71    | EB/Str | KÍ  | NSÍ |
| ------------ | --- | ------ | ------ | --- | --- |
| B36 Tórshavn |     | 8:1    | 12:00  | 1:2 | 8:0 |
| B71 Sandur   | 1:4 |        | 1:2    | 2:8 | 2:5 |
| EB/Streymur  | 0:2 | 0:2    |        | 0:7 | 1:1 |
| KÍ Klaksvík  | 9:1 | 0-:- 3 | 0-:- 4 |     | 6:1 |
| NSÍ Runavík  | 4:1 | 3:2    | 4:1    | 3:4 |     |

## Endrunde

### Abschlusstabelle
| Pl. | Verein             | Sp. | S | U | N  | Tore    | Diff. | Punkte |
| --- | ------------------ | --- | - | - | -- | ------- | ----- | ------ |
| 1.  | KÍ Klaksvík        | 10  | 8 | 0 | 2  | 046:120 | +34   | 24     |
| 2.  | VB Vágur           | 10  | 7 | 1 | 2  | 046:150 | +31   | 22     |
| 3.  | HB Tórshavn (M, P) | 10  | 7 | 0 | 3  | 027:170 | +10   | 21     |
| 4.  | NSÍ Runavík (N)    | 10  | 4 | 0 | 6  | 026:210 | +5    | 12     |
| 5.  | B36 Tórshavn       | 10  | 3 | 1 | 6  | 014:240 | −10   | 10     |
| 6.  | Skála ÍF (N)       | 10  | 0 | 0 | 10 | 003:730 | −70   | 0      |

| (N) | Aufsteiger       |
| (M) | Meister 1999     |
| (P) | Pokalsieger 1999 |

### Spiele und Ergebnisse
|              | B36 | HB  | KÍ  | NSÍ    | Skála | VB    |
| ------------ | --- | --- | --- | ------ | ----- | ----- |
| B36 Tórshavn |     | 1:2 | 0:6 | 1:7    | 4:0   | 1:1   |
| HB Tórshavn  | 1:0 |     | 0:3 | 2:1    | 10:00 | 0:3   |
| KÍ Klaksvík  | 2:0 | 8:0 |     | 0-:- 5 | 17:00 | 5:2   |
| NSÍ Runavík  | 3:4 | 0:4 | 3:1 |        | 4:1   | 2:4   |
| Skála ÍF     | 0:3 | 0:4 | 1:4 | 0:4    |       | 01:12 |
| VB Vágur     | 2:0 | 1:4 | 6:0 | 4:2    | 11:00 |       |

## Torschützenliste
Bei gleicher Anzahl von Treffern sind die Spielerinnen nach dem Nachnamen alphabetisch geordnet.
| Platz | Spieler              | Mannschaft  | Tore |
| ----- | -------------------- | ----------- | ---- |
| 1     | Halltóra Joensen     | VB Vágur    | 26   |
| 2     | Malena Josephsen     | KÍ Klaksvík | 25   |
| 3     | Rannvá Andreasen     | KÍ Klaksvík | 24   |
| 4     | Guðrun í Lágabø      | VB Vágur    | 22   |
| 4     | Irdi Nónklett        | NSÍ Runavík | 22   |
| 6     | Annika Godtfred      | HB Tórshavn | 21   |
| 7     | Eyðfríð Kristiansen  | HB Tórshavn | 18   |
| 8     | Rannvá Augustinussen | VB Vágur    | 17   |
| 9     | Laila Jespersen      | VB Vágur    | 13   |
| 10    | Maibritt Olsen       | NSÍ Runavík | 11   |

## Spielstätten
| Mannschaft   | Stadion          | Spielort   |
| ------------ | ---------------- | ---------- |
| AB Argir     | Inni í Vika      | Argir      |
| B36 Tórshavn | Gundadalur       | Tórshavn   |
| B71 Sandur   | Inni í Dal       | Sandur     |
| EB/Streymur  | Á Mølini         | Eiði       |
| GÍ Gøta      | Sarpugerði       | Norðragøta |
| HB Tórshavn  | Gundadalur       | Tórshavn   |
| KÍ Klaksvík  | Við Djúpumýrar   | Klaksvík   |
| NSÍ Runavík  | Við Løkin        | Runavík    |
| SÍ Sumba     | Á Krossinum      | Sumba      |
| Skála ÍF     | Undir Mýruhjalla | Skáli      |
| VB Vágur     | Á Eiðinum        | Vágur      |

## Schiedsrichter
Folgende Schiedsrichter, darunter auch jeweils einer aus Dänemark und Jugoslawien, leiteten die 75 ausgetragenen Erstligaspiele (zu drei Spielen fehlen die Daten):
| Name                     | Stammverein   | Spiele |
| ------------------------ | ------------- | ------ |
| Rúni Gaardbo             | B68 Toftir    | 05     |
| Zoran Mancic             | Royn Hvalba   | 05     |
| Pætur Smith Clementsen   | HB Tórshavn   | 04     |
| Ransin Napoleon Djurhuus | HB Tórshavn   | 04     |
| Hjalti Gleðisheygg       | GÍ Gøta       | 04     |
| Jóhann Krogh             | B36 Tórshavn  | 04     |
| Frits Poulsen            | SÍ Sumba      | 04     |
| Sunleif Álaberg          | EB/Streymur   | 03     |
| Hans Falkvard Hansen     | B71 Sandur    | 03     |
| Tommy O. Jensen          | Fram Tórshavn | 03     |
| Lars Müller              | Royn Hvalba   | 03     |
| Aron Olsen               | B68 Toftir    | 03     |
| Jens Petur Brattalíð     | VB Vágur      | 02     |
| Høgni Hansen             | EB/Streymur   | 02     |
| Edvard Højgaard          | NSÍ Runavík   | 02     |
| Páll Rói Poulsen         | GÍ Gøta       | 02     |
| Georg Nolsøe Rasmussen   | B36 Tórshavn  | 02     |
| Ólavur Weihe             | Fram Tórshavn | 02     |

Weitere 16 Schiedsrichter leiteten jeweils ein Spiel.

## Die Meistermannschaft
In Klammern sind die Anzahl der Einsätze sowie die dabei erzielten Tore genannt.
| 1. | KÍ Klaksvík |
|    | Rannvá Andreasen (14/24) \| Vivi Andreasen (7/0) \| Jóna Bjartalíð (1/0) \| Vivian Bjartalíð (15/10) \| Margit Gaard Joensen (6/3) \| Malena Josephsen (15/25) \| Annelisa Justesen (12/0) \| Bára Klakstein (10/0) \| Vígdis Kristiansdóttir (1/0) \| Mariann Maslyk (10/6) \| Paula Mikkelsen (14/0) \| Sigrid Mikkelsen (3/0) \| Ann Olsen (10/2) \| Una Olsen (11/0) \| Ragna Patawary (15/5) \| Elsa Maria Simonsen (12/6) \| Jensa Sirdal (15/0) \| Paula Sjóstein (13/0) \| Petra Sjóstein (4/0) |

## Nationaler Pokal
Im Landespokal gewann Meister KÍ Klaksvík mit 2:0 gegen HB Tórshavn und erreichte dadurch das Double.